# Toni Iordache
Toni Iordache (17. prosince 1942 - únor 1988) byl romský cimbalista, famózní hráč na cimbál . Přezdívali jej „kmotr cimbálu“, „cimbálový Paganini“ .

## Dětství
Narodil se v obci Bâldana nedaleko Bukurešti. Na cimbál se začal učit se svým otcem ve čtyřech letech. O několik let později se rodina přestěhovala do Bukurešti, do okolí Herăstrău, kde tehdy žilo mnoho slavných cimbalistů. Zde se učil u Mitică Ciuciueho, který byl tehdy známým cimbalistou.

## Kariéra
Ve 12 letech vystupoval prostřednictvím soutěže v Národním rozhlasovém orchestru populární hudby. Později se stal členem souboru Ciocârlia, s kterým objel mnoho evropských, amerických i asijských zemí. Mezi zájezdy hrál na svatbách, často bez odpočinku po návratu ze zájezdu. Hrál mimo jiné s Romicou Puceanu, Gabim Luncă, Ionem Onoriuem, Ionică Minunem a známým hráčem na panovu flétnu Gheorghe Zamfirou.

## Uvěznění
Na počátku 70. let byl zatčen pro držení cizí měny, což bylo v komunistickém Rumunsku přísně zakázáno. Navzdory své vysoké popularitě byl odsouzen na tři roky do vězení. Jeho uvěznění nebylo zveřejněno v tisku, věděli to pouze jeho přátelé. Ve vězení ztratil velmi na váze, ale po propuštění se rychle vzpamatoval a pokračoval v hudební činnosti.

## Úmrtí
Vážně onemocněl diabetem a ani amputace nohy mu nezachránila život. Zemřel v únoru 1988.

## Styl
Ačkoli hrál velmi často „populární“ hudbu, která byla podporována komunistickým režimem, zůstal známý mezi svými příznivci především jako klasický cimbalista. Jeho sóla byla velmi složitá, ale také jasná a krásná a jeho improvizace byly plné fantazie. Dokázal hrát pomalé kousky s velkou citlivostí. Byl virtuózní hráč, byl schopen hrát dvě melodické řady současně při vysokém tempu. Věděl, jak využít plnou kapacitu cimbálu.